# Brometo de ferro(II)
Brometo de ferro(II) é o composto químico inorgânico com a fórmula química FeBr2. Este sólido de cor acastanhada é um intermediário de síntese útil; por exemplo, é utilizada para inserir Fe(II) em porfirinas.